# شاين هوفمان
شاين هوفمان (بالإنجليزية: Shane Huffman)‏ هو سائق سباق أمريكي، ولد في 30 ديسمبر 1973 في هيكري في الولايات المتحدة.

## وصلات خارجية
- شاين هوفمان على موقع Racing-Reference.info (الإنجليزية)